# Championnat du Ghana de football 1994-1995
Navigation
Saison précédente Saison suivante
La saison 1994-1995 du Championnat du Ghana de football est la trente-sixième édition de la première division au Ghana, la Premier League. Elle regroupe, sous forme d'une poule unique, les douze meilleures équipes du pays qui se rencontrent deux fois, à domicile et à l'extérieur. En fin de saison, pour permettre le passage du championnat de 12 à 14 formations, les deux derniers du classement sont relégués et remplacés par les quatre meilleures formations de deuxième division.
C'est le club de Goldfields SC, tenant du titre, qui remporte à nouveau le championnat cette saison après avoir terminé en tête du classement final, avec deux points d'avance sur Real Tamale United et cinq sur un duo composé de Hearts of Oak SC et de Asante Kotoko. C'est le deuxième titre de champion du Ghana de l'histoire du club.

## Les clubs participants
| - Hearts of Oak SC - Asante Kotoko - Goldfields SC - Great Olympics - Real Tamale United - Brong Ahafo United - Promu de D2 | - Ghapoha Readers - Afienya United - Cape Coast Dwarfs - Dawu Youngstars - Cornerstones Kumasi - Promu de D2 - Okwahu United |

## Compétition
Le barème de points servant à établir les classements se décompose ainsi :
- Victoire : 3 points
- Match nul : 1 point
- Défaite : 0 point

### Classement
| Rang | Équipe               | Pts | J  | G  | N  | P  | Bp | Bc | Diff |
| ---- | -------------------- | --- | -- | -- | -- | -- | -- | -- | ---- |
| 1    | Goldfields SCT       | 38  | 22 | 10 | 8  | 4  | 23 | 12 | +11  |
| 2    | Real Tamale United   | 36  | 22 | 10 | 6  | 6  | 24 | 19 | +5   |
| 3    | Asante Kotoko        | 33  | 22 | 9  | 6  | 7  | 28 | 20 | +8   |
| 4    | Hearts of Oak SC     | 33  | 22 | 10 | 3  | 9  | 27 | 27 | 0    |
| 5    | Cape Coast Dwarfs    | 30  | 22 | 7  | 9  | 6  | 17 | 15 | +2   |
| 6    | Great OlympicsC      | 29  | 22 | 8  | 5  | 9  | 25 | 23 | +2   |
| 7    | Dawu Youngstars      | 28  | 22 | 7  | 7  | 8  | 20 | 18 | +2   |
| 8    | Okwahu United        | 28  | 22 | 7  | 7  | 8  | 28 | 28 | 0    |
| 9    | Afienya United       | 26  | 22 | 7  | 5  | 10 | 17 | 24 | -7   |
| 10   | Ghapoha Readers      | 25  | 22 | 4  | 13 | 5  | 16 | 20 | -4   |
| 11   | Brong Ahafo UnitedP  | 24  | 22 | 5  | 9  | 8  | 19 | 22 | -3   |
| 12   | Cornerstones KumasiP | 24  | 22 | 6  | 6  | 10 | 21 | 30 | -9   |

|  | Qualification pour la Coupe des clubs champions africains 1996                        |
|  | Qualification pour la Coupe des Coupes 1996                                           |
|  | Qualification pour la Coupe de la CAF 1996                                            |
|  | Relégation directe en deuxième division                                               |
|  | T : Tenant du titre C : Vainqueur de la Coupe du Ghana P : Promu de deuxième division |

## Bilan de la saison
| Championnat du Ghana de football 1994-1995 |                          |
| Champion                                   | Goldfields SC (2e titre) |
| Coupes et trophées                         |                          |
| Vainqueur de la Coupe du Ghana 1994-1995   | Great Olympics           |
| Qualifications continentales               |                          |
| Coupe des clubs champions africains 1996   | Goldfields SC            |
| Coupe des Coupes 1996                      | Great Olympics           |
| Coupe de la CAF 1996                       | Real Tamale United       |
| Coupe de l'UFOA 1996                       | Aucun                    |
| Promotions et relégations                  |                          |
| Promus en Premier League                   | King Faisal Babies       |
| Promus en Premier League                   | Bofoakwa Tano FC         |
| Promus en Premier League                   | Eleven Wise              |
| Promus en Premier League                   | Voradep FC               |
| Relégués en Second League                  | Brong Ahafo United       |
| Relégués en Second League                  | Cornerstones             |